# 日本尊厳死協会
公益財団法人日本尊厳死協会（にほんそんげんしきょうかい）とは、日本の公益財団法人である。1976年1月に産婦人科医で、国会議員でもあった太田典礼を中心に医師や法律家、学者、政治家などが集まって設立された（設立時の名称は「日本安楽死協会」）。

## 設立目的
- 人生の最終段階において、自己決定権に基づいた医療選択の権利が保障され、尊厳が損なわれることなく生を全うする社会の実現をめざすことを目的とする。（定款 第3条）
- 前条の目的を達成するため、次の事業を行う（定款 第4条）
  1. リビング・ウイルの普及啓発事業
  2. リビング・ウイルの登録管理事業
  3. 尊厳死の調査研究及び提言事業
  4. その他この法人の目的達成に必要な諸事業

## 歴史
- 1976年、安楽死協会設立、会員約150人でスタート ／ 東京で安楽死国際会議開催 ／ 米国カレン・クィンラン判決、尊厳をもって死ぬ権利容認 米カリフォルニア州「自然死法」成立
- 1980年、バチカン声明「消極的安楽死（尊厳死）容認」
- 1981年、新方針7項目、積極的安楽死認めない ／ 世界医師会リスボン宣言「尊厳死の権利」言及
- 1983年、「日本尊厳死協会」と会名変更、LW（リビング・ウイル）は「尊厳死の宣言書」に。
- 1989年、昭和天皇崩御（闘病111日間）
- 1990年、会員数が1万人を超す ／ ライシャワー元駐日大使が尊厳死
- 1991年、東海大病院で安楽死事件明るみに
- 1992年、死の権利協会世界連合国際会議を京都で開催 ／ 日本医師会報告書「尊厳死を固定」
- 1995年、 LW受容協力医師制度が誕生  東海大病院事件判決、医師は殺人罪で有罪
- 1997年、米オレゴン州尊厳死法施行（医師のほう助自殺合法化）
- 1998年、『自分らしい終末「尊厳死」』出版
- 2000年、全国医系大、厚生、文部両省に「医学教育に関する提言書」提出 ／ 「エホバの証人輸血訴訟」最高裁判決 （治療選択にも自己決定権尊重）
- 2001年、オランダ安楽死法成立（2002年施行）
- 2002年、会員10万人突破  川崎協同病院安楽死事件明るみに
- 2003年、尊厳死立法請願書を厚労大臣に提出 ／ 「LW賛成」過去最高6割（厚労省意識調査）
- 2004年、死の権利協会世界連合国際会議東京大会開催
- 2005年、『世界のリビングウイル』出版 ／ 法制化を考える議員連盟発足
- 2006年、法制化フォーラムを6都市で開催 ／ 射水市民病院の末期高齢者死が社会問題に
- 2007年、厚労省「終末期医療ガイドライン」策定
- 2010年、法人格取得、一般社団法人となる
- 2013年、「日本リビングウイル研究会」発足
- 2015年、法人格変更、一般財団法人となる ／ 議員連盟名称「尊厳死」から「意思尊重」へ
- 2016年、韓国で尊厳死法制化（施行は2018年） ／ カナダで医師のほう助自殺と自発的安楽死を合法化
- 2017年、「尊厳死の宣言書」改訂、「リビング・ウイル（終末期医療における事前指示書）」に。署名立会人、代諾者記入欄を追加  救急現場の蘇生中止、本人書面と医師判断で
- 2018年、LWを補完する「私の希望表明書」発行 ／ 米国ハワイ州で「医師のほう助自殺」法成立
- 2019年、協会監修『リビング・ウイルノート』発行 ／ 豪州ビクトリア州で医師のほう助自殺法施行
- 2020年、法人格変更、公益財団法人となる ／ 日本透析医学会患者の「透析せず」意思を尊重する新提言案[2]

## 役員

### 顧問
- 牛尾治朗 - ウシオ電機株式会社名誉相談役
- 扇千景 - 元参議院議長・女優
- 奥田碩 - 元トヨタ自動車株式会社会長
- 倉本聰 - 脚本家・作家
- 小泉純一郎 - 元首相
- 吉永みち子 - 作家

### 代表理事
- 岩尾總一郎 - 医師、元厚生労働省医政局長 [3]

### 副理事長
- 青山邦夫 - 弁護士
- 長尾和宏 - 医師、医療法人裕和会理事長
- 野元正弘 - 医師、愛媛大学客員教授

### 理事
- 安達俊郎 - 会社役員
- 小川純人 - 医師、東京大学大学院准教授
- 川名理惠子 - 公益財団法人常務理事
- 神田麻 - 弁護士
- 北村義浩 - 医師、日本医科大学特任教授
- 近藤和子 - 看護師、マザーリング＆ライフマネージメント研究所所長
- 丹澤太良 - 公益社団法人理事
- 友納理緒 - 弁護士、看護師、土肥法律事務所。参議院議員。
- 満岡聰 - 医師、医療法人満岡内科クリニック理事長

## 支部
- 北海道支部、東北支部、関東甲信越支部、東海北陸支部、関西支部、中国地方支部、四国支部、九州支部。

## 表彰制度

### 日本尊厳死協会の表彰
- 同一年度内に100万円以上の寄付をした個人、団体・法人に感謝状とお花を贈呈。

### 国の表彰
- 内閣府より、「公益のために私財を寄付した者に授与される「紺綬褒章」の公益団体認定。

## 出版物・DVD
- リビング・ウイルガイド　Living Will
- 新・私が決める尊厳死～「不治かつ末期の具体的提案」
- モルヒネは鎮痛薬の王者　 あなたの痛みはとれる「尊厳ある生」のために
- リビングウイル ノート
- 私が決める尊厳死―「不治かつ末期」の具体的提案[4]

## ラジオ
- My LIFE! My CHOICE!!（TBSラジオ）